# The Dixie Cups

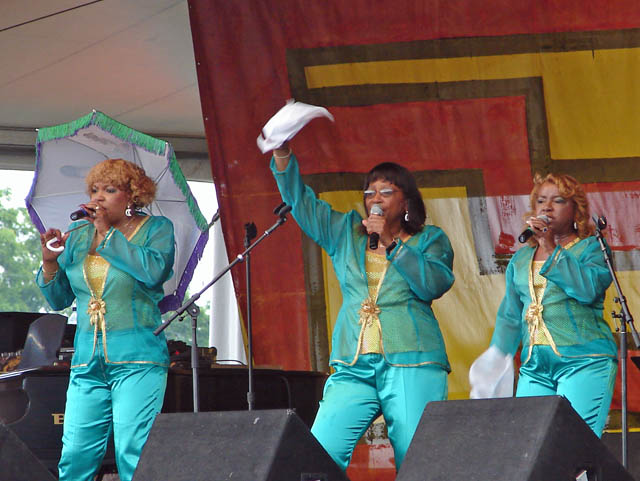
The Dixie Cups, 2006

The Dixie Cups waren ein amerikanisches Gesangstrio, das Anfang der 1960er Jahre auch internationale Erfolge hatte.

## Geschichte
Die Schwestern Barbara Ann (* 23. Oktober 1943) und Rosa Lee Hawkins (23. Oktober 1945; † 11. Januar 2022) gehörten mit ihrer Cousine Joan Marie Johnson (* 15. Januar 1944; † 5. Oktober 2016) zu den ersten Vertreterinnen, die zu Beginn der 1960er Jahre in Amerika den sogenannten „Girl-Groups-Sound“ etablierten. 1963 begannen sie, eine professionelle Sangeskarriere anzugehen. Kurz darauf nahmen sie an einem Talentwettbewerb in New Orleans teil, wo Joe Jones auf sie aufmerksam wurde. Dieser hatte selbst schon 1960 mit You Talk Too Much einen Bestseller und wurde nun Manager der Band. Er ließ sie dem Produzenten und Songwriterduo Leiber/Stoller vorsingen, das das attraktive Trio sofort unter Vertrag nahm und ihm den Namen The Dixie Cups verordnete.
Als erstes Lied nahmen die Formation das Lied Chapel of Love auf, das von Phil Spector, Jeff Barry und Ellie Greenwich geschrieben wurde. Der Titel erreichte in den US-Singles-Charts Platz 1.
Bis 1965 waren die Dixie Cups in den Charts vertreten. Als ihre sechste Single, Gee the Moon Is Shining Bright, es nicht in die Billboard-Charts schaffte, kündigte die Plattenfirma Red Bird der Gruppe, die daraufhin einen Plattenvertrag bei ABC Records bekam. 1965 und 1966 erschienen noch vier Singles, die aber alle keinen Erfolg hatten.
Das Lied Chapel of Love wurde in die Liste der 500 Lieder, die den Rock ’n’ Roll am meisten geprägt haben, der Rock and Roll Hall of Fame, aufgenommen. Es wurde auch in Stanley Kubricks Film Full Metal Jacket verwendet.
Joan Marie Johnson starb 2016 an einer Herzinsuffizienz, Rosa Lee Hawkins 2022 an inneren Blutungen infolge von Komplikationen nach einem chirurgischen Eingriff.

## Diskografie

### Alben
| Jahr | Titel          | Höchstplatzierung, Gesamtwochen, AuszeichnungChartplatzierungen (Jahr, Titel, Platzierungen, Wochen, Auszeichnungen, Anmerkungen) | Höchstplatzierung, Gesamtwochen, AuszeichnungChartplatzierungen (Jahr, Titel, Platzierungen, Wochen, Auszeichnungen, Anmerkungen) | Höchstplatzierung, Gesamtwochen, AuszeichnungChartplatzierungen (Jahr, Titel, Platzierungen, Wochen, Auszeichnungen, Anmerkungen) | Höchstplatzierung, Gesamtwochen, AuszeichnungChartplatzierungen (Jahr, Titel, Platzierungen, Wochen, Auszeichnungen, Anmerkungen) | Anmerkungen                                                               |
| Jahr | Titel          | DE | UK | US | R&B | Anmerkungen                                                               |
| ---- | -------------- | --- | --- | --- | --- | ------------------------------------------------------------------------- |
| 1964 | Chapel of Love | — | — | US112 (5 Wo.)US | — | Erstveröffentlichung: August 1964 Produzenten: Jerry Leiber, Mike Stoller |

grau schraffiert: keine Chartdaten aus diesem Jahr verfügbar
Weitere Veröffentlichungen
- 1965: Iko Iko
  - Riding High
- 1979: Teen Anguish Volume One
- 2011: Doing It Our Way

### Kompilationen
- 1985: The Best of the Dixie Cups
- 1986: The Dixie Cups Meet the Shangri-Las (Splitalbum, mit The Shangri-Las)
- 1988: Lil’ Bit of Gold (Minialbum)
- 1998: Chapel of Love: The Very Best of the Dixie Cups
- 2002: The Complete Red Bird Recordings

### Singles
| Jahr | Titel Album                                  | Höchstplatzierung, Gesamtwochen, AuszeichnungChartplatzierungen (Jahr, Titel, Album, Platzierungen, Wochen, Auszeichnungen, Anmerkungen) | Höchstplatzierung, Gesamtwochen, AuszeichnungChartplatzierungen (Jahr, Titel, Album, Platzierungen, Wochen, Auszeichnungen, Anmerkungen) | Höchstplatzierung, Gesamtwochen, AuszeichnungChartplatzierungen (Jahr, Titel, Album, Platzierungen, Wochen, Auszeichnungen, Anmerkungen) | Höchstplatzierung, Gesamtwochen, AuszeichnungChartplatzierungen (Jahr, Titel, Album, Platzierungen, Wochen, Auszeichnungen, Anmerkungen) | Anmerkungen |
| Jahr | Titel Album                                  | DE | UK | US | R&B | Anmerkungen |
| ---- | -------------------------------------------- | --- | --- | --- | --- | --- |
| 1964 | Chapel of Love                               | DE48 (1 Wo.)DE | UK22 (8 Wo.)UK | US1 (13 Wo.)US | — | Erstveröffentlichung: April 1964 Platz 284 der Rolling Stone 500 (Liste 2010) Autoren: Jeff Barry, Ellie Greenwich, Phil Spector Original: Darlene Love, 1963 |
| 1964 | People Say Chapel of Love                    | — | — | US12 (9 Wo.)US | R&B7 (12 Wo.)R&B | Erstveröffentlichung: Juli 1964 Autoren: Ellie Greenwich, Jeff Barry                                                                                          |
| 1964 | You Should Have Seen the Way He Looked at Me | — | — | US39 (6 Wo.)US | — | Erstveröffentlichung: Oktober 1964 Autoren: Ellie Greenwich, Jeff Barry                                                                                       |
| 1964 | Little Bell                                  | — | — | US51 (9 Wo.)US | R&B21 (5 Wo.)R&B | Erstveröffentlichung: Dezember 1964 Autoren: Ellie Greenwich, Jeff Barry                                                                                      |
| 1965 | Iko Iko                                      | — | UK23 (8 Wo.)UK | US20 (10 Wo.)US | R&B20 (4 Wo.)R&B | Erstveröffentlichung: März 1965 Autor: James Crawford Original: Sugar Boy and His Cane Cutters, 1953 basiert auf dem Volkslied Jock-A-Mo                      |

Weitere Veröffentlichungen
- 1965: Gee the Moon Is Shining Bright (VÖ: Juni)
- 1965: Two-Way-Poc-a-Way (VÖ: Juni)
- 1965: What Goes Up, Must Come Down (VÖ: August)
- 1965: A-B-C Song (VÖ: Dezember)
- 1966: Love Ain’t So Bad (After All) (VÖ: September)